# Индоирански језици
Индоирански језици, или аријски или аријевски језици, деле се на индијске језике и иранске језике, а у последње време говори се и о трећој групи нуристанских језика. 
Индијски и ирански језици били су тесно повезани у праисторијско или аријевско доба. Најстарији представници двеју грана, ведски санскрит и авестански језик, су врло блиски, а и новији језици такође показују низ заједничких црта и сличности у развоју.